# Богданова, Наталья Александровна
Ната́лья Алекса́ндровна Богда́нова (род. 30 августа 1947, Панфилов, Казахская ССР) — российский учёный-правовед; специалист по теории и истории конституционного права, а также по вопросам прав человека.
Доктор юридических наук (2001), профессор кафедры конституционного и муниципального права юридического факультета Московского государственного университета им. М. В. Ломоносова (с 1993). Заслуженный профессор Московского университета (2019), почётный работник высшего профессионального образования России.

## Биография
Окончила юридический факультет МГУ в 1970 году. В 1975 году защитила кандидатскую диссертацию по теме «Верховный Совет АССР — высший орган народного представительства автономной республики народа автономной республики» (научный руководитель — профессор Д. Л. Златопольский), в 2001 году — докторскую диссертацию по теме «Система науки конституционного права». В 1988 году присвоено учёное звание доцент.
Организатор и куратор музея истории юридического факультета МГУ и отечественной правовой культуры, открытого в 2000 году.
В 2019 году Н. А. Богдановой присвоено почётное звание «Заслуженный профессор Московского университета».

## Научная деятельность
Н. А. Богданова преподаёт конституционное право в МГУ с 1972 года. Инициатор включения в учебные планы и автор учебной программы курса «Конституционное право. Общая часть» («Общее конституционное право»), который преподаёт с 1992 года. Также читает спецкурсы «Права человека в России» (для бакалавров) и «Основные проблемы современного развития конституционного права и организации государственной власти в Российской Федерации» (в магистратуре). Стала инициатором создания и составителем хрестоматии по конституционному праву, в расширенном формате переиздававшейся совместно с Д.Г. Шустровым.
Наталья Александровна Богданова является автором и соавтором около 90 научных публикаций, включая монографии; она специализируется на теории и истории конституционного (государственного) права, правах человека и других вопросах конституционного права.
Она подготовила 20 кандидатов юридических наук и осуществляла научное консультирование по двум докторским диссертациям.
- «Наука советского государственного права» (1989),
- «Гражданское общество как гарантия политического диалога и противодействия экстремизму: ключевые конституционно-правовые проблемы» (соавт., 2015),
- «Конституционное право. Общая часть» (2009),
- «Хрестоматия по конституционному праву. В 3-х т.» (соавт., 2014),
- «История, теория и методология конституционного права в трудах классиков науки конституционного права. Хрестоматия» (соавт., 2016),
- «Учение о конституции в трудах классиков науки конституционного права. Хрестоматия» (соавт., 2016);
- «История юридического факультета Московского государственного университета им. М. В. Ломоносова в 3-х т. Т. 2. История развития юридических наук и их преподавания в Московском университете: 1755—2005» (соавт., 2005).

## Награды
- Медаль «В память 850-летия Москвы» (1997 г.)[3];
- Почётное звание «Почётный работник высшего профессионального образования Российской Федерации» (Министерство образования и науки Российской Федерации, 2004 г.);
- Победитель Пятого Всероссийского конкурса инновационных работ и проектов "Ельцин - Новая Россия - Мир" в Супер-номинации конкурса за "Хрестоматию по конституционному праву. В 3-х томах" (СПб.: Издательский Дом "Алеф-Пресс", 2012-2014) (21 декабря 2016 г.)[4];
- Проект года (22 декабря 2017 г.) — диплом вручен коллективу Музея истории юридического факультета МГУ за создание новой экспозиции[5];
- Почётное звание «Заслуженный профессор Московского университета» (МГУ, 2019 г.)[1];
- Медаль ордена «За заслуги перед Отечеством» II степени (28 декабря 2024 г.) — за заслуги в подготовке высококвалифицированных специалистов, научно-педагогической деятельности и многолетнюю добросовестную работу[6].